# Fausto Gardini
Fausto Gardini, né le 8 mars 1930 à Milan et mort le 17 septembre 2008 à Forte dei Marmi, est un joueur de tennis italien.

## Palmarès (partiel)

### Titre en simple messieurs
| No | Date | Nom et lieu du tournoi        | Catégorie | Surface      | Finaliste      | Score                   |  |
| -- | ---- | ----------------------------- | --------- | ------------ | -------------- | ----------------------- |  |
| 1  | 1955 | Internationaux d'Italie, Rome |           | Terre (ext.) | Giuseppe Merlo | 1-6, 6-1, 3-6, 6-6, ab. |  |

### Finale en simple messieurs
| No | Date | Nom et lieu du tournoi                       | Catégorie | Surface | Vainqueur   | Score         |  |
| -- | ---- | -------------------------------------------- | --------- | ------- | ----------- | ------------- |  |
| 1  | 1953 | German International Championships, Hambourg |           | NC      | Budge Patty | 6-3, 6-2, 6-3 |  |

## Parcours en Grand Chelem
- Internationaux de France : quart de finale en 1953, huitième de finale en 1951 et 1952